# جويل كوري
جويل كوري (بالإنجليزية: Joel Corey)‏ هو لاعب كرة قدم أسترالية أسترالي، ولد في 17 فبراير 1982 في برث في أستراليا.

## وصلات خارجية
- جويل كوري على موقع AustralianFootball.com (الإنجليزية)
- جويل كوري على موقع AFLtables.com (الإنجليزية)